# Mesua kunstleri
Mesua kunstleri är en tvåhjärtbladig växtart som först beskrevs av George King, och fick sitt nu gällande namn av André Joseph Guillaume Henri Kostermans. Mesua kunstleri ingår i släktet Mesua och familjen Calophyllaceae. Utöver nominatformen finns också underarten M. k. curtisii.